# Xbox network
Xbox network (voorheen Xbox Live) is een online dienst die Microsoft aanbiedt voor de Xbox One, Xbox 360, Windows en Xbox Series X/S.
De dienst was tot maart 2021 bekend als Xbox Live en werd hernoemd naar Xbox network om duidelijkheid te scheppen tussen het Xbox-netwerk en de betaalde service Live Gold.

## Xbox Live Gold
Met Xbox Live Gold, de betaalde versie, is het mogelijk om online met andere spelers uit alle werelddelen te spelen.
Voor Xbox Live Gold dient jaarlijks, dan wel maandelijks, een vast bedrag te worden betaald. Er zijn verschillende manieren voor betaling mogelijk, een daarvan is via een creditcard (kredietkaart), waarvoor een abonnee ten minste 18 jaar dient te zijn. Men kan ook een prepaidkaart kopen, voor de periode van 1 maand, 3 maanden of 12 maanden. Sinds mei 2011 is het in enkele landen, waaronder de Benelux, mogelijk om met een PayPal-account betalingen voor Xbox Live te volbrengen.

## Gebruikersinformatie

### Gamertag
Een gamertag wordt gebruikt om een unieke gebruiker te herkennen op Xbox Live. Een gamertag moet uniek zijn en kan maximaal 15 karakters bevatten; A-Z, a-z, 0-9 en spaties.
Gamertags bevatten de persoonlijke informatie van een Xbox Live-gebruiker. Een gebruiker kan zijn Xbox Live-profiel aanpassen en persoonlijke informatie invoeren, alhoewel dit niet benodigd is. Ook kan een gebruiker extra informatie en beelden toevoegen aan zijn profiel, zoals een persoonlijk plaatje en een soort poppetje, een virtuele en bewegende Avatar. Deze kunnen aangeschaft worden voor een prijs die verschilt.
Op de gamertag wordt ook alle informatie met betrekking tot betaalde services opgeslagen. Zo wordt alle informatie met betrekking tot creditcards (kredietkaarten), lidmaatschappen en betaalde services opgeslagen.

### Achievements
Achievements worden toegevoegd aan de gebruikersinformatie van een gebruiker. Gebruikers kunnen een achievement ontgrendelen als ze een bepaald punt of doel in een spel hebben bereikt. De achievements bevatten een eigen score, gamerscore (G) genoemd, die wordt toegevoegd aan de gamercard van de gebruiker. Een achievement mag geen seksuele tekst bevatten of haatgevoel afgeven aan de gebruiker. Een spel moet een bepaald aantal gamerscore bevatten, als aangegeven bij Microsoft. De regels voor het toevoegen van achievements zijn hieronder in een tabel aangegeven:
Nota: deze reglementen gaan alleen op voor het basisspel, uitbreidingen zijn niet inbegrepen.
| Voorwaarde         | Hoeveelheid   |
| ------------------ | ------------- |
| Min. gamerscore    | 1000 G        |
| Max. gamerscore    | 2000 G        |
| Min. achievements  | 5             |
| Max. achievements  | 90            |
| Max. uitbreidingen | Zie hieronder |

Een spel mag een oneindig aantal uitbreidingen toevoegen, maar er kan maar maximaal 1000 gamerscore aan een spel worden toegevoegd. Ook kan er maar een maximaal aantal van 40 achievements worden toegevoegd via een uitbreiding. Uitbreidingen die géén gamerscore en achievements toevoegen, mogen onbeperkt worden uitgegeven.
Als een spel bij uitgave aan één of meerdere criteria (zoals aangegeven in de bovenstaande tabel) niet voldoet, moeten alle uitbreidingen in de toekomst gratis te verkrijgen zijn; hetzij door een update of via Xbox Live Marketplace. De fabrikanten van het spel zijn echter niet verplicht om deze eventuele updates of uitbreidingen aan het spel op de speldisk mee te geven.

### Gamercard
Een gamercard, letterlijk vertaald spelerskaart, vat alle informatie van een gebruiker samen op één plek. De informatie die samengevat wordt, wordt automatisch bijgewerkt als daar veranderingen bij zijn. Een gamercard vat het volgende samen:
- Gamerpicture
- Reputatie
- Gamerscore
- Gamer Zone
- Recente spellen die gespeeld zijn

Een "Gamer Picture" is een plaatje dat toe te voegen is door middel van een Xbox LIVE Vision-camera, of door te kopen via Xbox Live.
Er wordt ook een samenvatting van de reputatie van een gamer toegevoegd, een reputatie is toegevoegd door een andere gebruiker. Deze andere gebruikers kunnen een positieve, of negatieve reactie op de gamer plaatsen. Als een gebruiken een negatieve reactie op een gebruiker plaatst, wordt gevraagd waarom deze gebruiker dat negatief vindt en dat wordt vervolgens gebruikt als informatie voor de gebruiker waarop diegene een reactie plaatst. Een reputatie kan maximaal 5, en minimaal 1 ster bevatten en gaat omhoog bij positieve reacties en omlaag bij negatieve reacties.
Een gamer zone is toegevoegd door een gebruiker. Een gebruiker kan zijn stijl van spelen laten merken door te kiezen uit 4 verschillende zones. De eerste is "Recreation", vertaald recreatie, staat voor een normale speler; de tweede, "Family", vertaald familie, staat voor een gamer die een account deelt met een familie; de derde, "Pro", wat staat voor professioneel, staat voor een speler die speelt voor de punten; tot slot is er de "Underground" zone, wat staat voor een speler die niet snel geïntimideerd wordt door andere spelers.

## Xbox network-functies

### Services
Alle services op Xbox network zijn zichtbaar op de onderstaande tabel. Ook staat vermeld voor welk lidmaatschap, Xbox Live Gold of Xbox Live Free, die functie kan gebruiken.
| Functie                                             | Xbox Live Free | Xbox Live Gold | Extra benodigdheden                                   |
| --------------------------------------------------- | -------------- | -------------- | ----------------------------------------------------- |
| Privé chatten                                       | Ja             | Ja             | Een headset en/of Kinect                              |
| Chatten met meerdere mensen                         | Nee            | Ja             | Een Headset en/of Kinect                              |
| Chatten via video                                   | Nee            | Ja             | Een headset en/of Kinect of Xbox Live Vision          |
| Avatar Kinect                                       | Nee            | Ja             | Kinect                                                |
| Avatars                                             | Ja             | Ja             | Geen                                                  |
| Downloadbare toevoegingen                           | Ja             | Ja             | Voor sommige toevoegingen zijn Microsoft Points nodig |
| Online spelen                                       | Nee            | Ja             | Geen                                                  |
| Online films kijken via Netflix                     | Ja             | Ja             | Een lidmaatschap voor Netflix.                        |
| Online muziek luisteren en tv-kijken via Sky Player | Ja             | Ja             | Een lidmaatschap voor Sky TV                          |
| Facebook                                            | Ja             | Ja             | Een Facebookaccount.                                  |
| Twitter                                             | Ja             | Ja             | Een Twitteraccount.                                   |
| Xbox Music                                          | Ja             | Ja             | Geen                                                  |
| Online tv-kijken via Vodafone Casa TV               | Ja             | Ja             | Een lidmaatschap voor Vodafone Casa TV.               |
| Online tv-kijken via Hulu Plus                      | Ja             | Ja             | Een lidmaatschap voor Hulu Plus                       |
| Online sport kijken via ESPN                        | Ja             | Ja             | Een ISP geschikt voor ESPN.                           |
| Online muziek luisteren via Last.fm                 | Ja             | Ja             | Een Last.fm-account.                                  |
| Halo Waypoint                                       | Nee            | Ja             | Een Halo-spel.                                        |

### Beschikbare functies
- De mogelijkheid om online status aan te passen in "Afwezig", "Bezig", "Online", of "Offline".
- Gamercards, die informatie over de gebruikers laten zien.
- Virtuele Avatars, die gebruikers kunnen aanpassen.
- Prestaties, die gehaald zijn door een gebruiker.
- Gamerscores, die laten zien hoeveel prestatiepunten een gebruiker heeft gehaald.
- Reputatie, die gebruikers laat zien hoe een persoon is op Xbox Live, aan de gebruikerskant.
- Vriendenlijsten, waarop gebruikers andere mensen kunnen toevoegen tot een aantal van 100.
- De 50 meest recente spelers die een gebruiker ontmoet heeft tijdens een spel.
- Een klachten aanmeldcentrum, waarmee gebruikers een speler kunnen aangeven voor iets dat niet hoort.
- Skype-integratie in het Dashboard.
- Xbox Live Marketplace, waar spelers downloadbare toevoegingen kunnen kopen.
- Verschillende spraak-, en videochat functies, waaronder 1 op 1 chat en een chat met 8 mensen tegelijkertijd.
- Spelen met mensen in een spel, tot 4 mensen met system link en tot 16 mensen via Xbox Live.
- Family Settings, wat instelt hoeveel, en welke, dingen Xbox Live-mensen op de Xbox 360 kunnen zien.
- Inside Xbox, een soort nieuwsprogramma voor Xbox Live.
- Xbox Music en Xbox Video, voor het direct streamen of downloaden van films en muziek op je Xbox 360.
- Halo Waypoint, wat alle informatie over alle Halo-spellen samenvat.
- Game Room, wat een oude kijk op spellen weergeeft. Vooral de heel oude spellen spelen hier een rol.
- Avatar Kinect, wat videochatten zonder elkaar echt te zien mogelijk maakt. Kinect is hiervoor nodig, en wordt alleen beschikbaar voor Goldleden.
- YouTube.
- Cloud Storage, wat het opslaan van data op Xbox Live mogelijk maakt. Hiermee is het ook makkelijker om data op een andere spelcomputer te bekijken of te gebruiken.

### Aankomende functies
- Bing wordt geïntegreerd in het Xbox 360 Dashboard, wat zoeken via spraak mogelijk maakt.
- IPTV wordt in meer landen beschikbaar gemaakt.

## Beveiliging
Microsoft heeft een verschillende aanpassingen aan haar online service gegeven om deze betrouwbaarder en veiliger te maken. Een van deze aanpassingen zorgt ervoor dat alleen spelcomputers die geen illegale aanpassingen bevatten, op Xbox Live kunnen. Op 17 mei 2007 heeft Microsoft een groot aantal spelcomputers met illegale aanpassingen van Xbox Live geschorst. Volgens Microsoft hebben zij alle spelcomputers van Xbox Live geschorst die een onbekende firmware; onbekende kwalitatieve gegevens; onbekende afkomst of onbekende software bevatte, permanent van Xbox Live geschorst. Een woordvoerder van Microsoft zei dat deze actie werd ondernomen om "de betrouwbaarheid en veiligheid van Xbox Live en haar gebruikers te beschermen." Aan het begin van november 2009 heeft Microsoft een aantal van 1 miljoen illegaal aangepaste Xbox 360's van Xbox Live geschorst, die illegale firmware bevatte.
Met de nieuwe update, die in mei 2011 uitkwam, is de beveiliging nog meer aangescherpt. Zo worden illegale aanpassingen aan de dvd-speler van de Xbox 360 verwijderd wanneer de update geïnstalleerd wordt, en wordt het de gebruiker onmogelijk gemaakt om via een USB-stick aangepaste profielen op de Xbox 360 te plaatsen en te activeren. Dit maakt tevens het illegaal gebruiken van spellen via een USB-stick onmogelijk. Ook wordt er weer gecontroleerd op illegale aanpassingen op oudere Xbox 360-spellen, als ze nog online kunnen worden gespeeld. Tot slot ontvangen alle oudere spellen een nieuwe update die ervoor zorgt dat het moeilijker of onmogelijk wordt om het spel nog illegaal aan te passen. Ook wordt door deze update de spellen beveiligd met het nieuwe beveiligingssysteem 'AP2.5', wat ervoor zorgt dat de spellen niet in een normale dvd-speler kunnen worden afgespeeld of gekopieerd. Indien een gebruiker deze update niet installeert, kan hij met dat spel niet online tegen andere gebruikers spelen.

## Landen
Nog niet overal ter wereld is Xbox network beschikbaar. Het is anno 2022 wel mogelijk om op Xbox network te komen in niet-officieel ondersteunde landen als gebruikers een geldig huisadres in een van de officieel ondersteunde landen opgeven.
De landen die Xbox network officieel ondersteunen zijn:

Landen waar Xbox Live beschikbaar is.

- Argentinië
- Australië
- Oostenrijk
- België
- Brazilië
- Canada
- Chili
- Colombia
- Denemarken
- Duitsland
- Finland
- Frankrijk
- Griekenland
- Hongkong
- India
- Ierland
- Italië
- Japan
- Zuid-Korea
- Mexico
- Nederland
- Nieuw-Zeeland
- Noorwegen
- Portugal
- Rusland
- Saoedi-Arabië
- Slowakije
- Singapore
- Spanje
- Tsjechië
- Turkije
- Zweden
- Zwitserland
- Taiwan
- Verenigd Koninkrijk
- Verenigde Staten